# Artemisia frigida
L'artemisia siberiana (Artemisia frigida, Willd.) è una pianta perenne della famiglia delle Asteraceae. Cresce spontanea nei terreni incolti, aridi e pietrosi della Siberia e dell'America settentrionale.